# Liste des romans de science-fiction de Jimmy Guieu
Cette page présente la liste des romans de science-fiction écrits par Jimmy Guieu.

## Série«Jean Kariven»
Classement par ordre de parution chronologique.

### Le Pionnier de l'atome
- Parution(s) : 1952
- Résumé :
- Liens externes : 
  - « Liste des publications » sur le site NooSFere
  - Liste des publications, sur iSFdb

### La Dimension X
- Parution(s) : 1953  (ISBN 9782744307683).
- Résumé :
- Liens externes : 
  - « Liste des publications » sur le site NooSFere
  - Liste des publications, sur iSFdb

### L'Homme de l'espace
- Parution(s) : 1954
- Résumé :
- Liens externes : 
  - « Liste des publications » sur le site NooSFere
  - Liste des publications, sur iSFdb

### La Spirale du temps
- Parution(s) : 1954
- Résumé :
- Liens externes : 
  - « Liste des publications » sur le site NooSFere
  - Liste des publications, sur iSFdb

### Le Monde oublié
- Parution(s) : 1954
- Résumé :
- Liens externes : 
  - « Liste des publications » sur le site NooSFere
  - Liste des publications, sur iSFdb

### Nous les Martiens
- Parution(s) : 1954
- Résumé :
- Liens externes : 
  - « Liste des publications » sur le site NooSFere
  - Liste des publications, sur iSFdb

### Commandos de l'espace
- Parution(s) : 1955
- Résumé :
- Liens externes : 
  - « Liste des publications » sur le site NooSFere
  - Liste des publications, sur iSFdb

### L'Agonie du verre
- Parution(s) : 1955
- Résumé :
- Liens externes : 
  - « Liste des publications » sur le site NooSFere
  - Liste des publications, sur iSFdb

### Opération Aphrodite
- Parution(s) : 1955
- Résumé :
- Liens externes : 
  - « Liste des publications » sur le site NooSFere
  - Liste des publications, sur iSFdb

### Univers parallèles
- Parution(s) : 1955
- Résumé :
- Liens externes : 
  - « Liste des publications » sur le site NooSFere
  - Liste des publications, sur iSFdb

### Nos ancêtres de l'avenir
- Parution(s) : 1956
- Résumé :
- Liens externes : 
  - « Liste des publications » sur le site NooSFere
  - Liste des publications, sur iSFdb

### Prisonniers du passé
- Parution(s) : 1956
- Résumé :
- Liens externes : 
  - « Liste des publications » sur le site NooSFere
  - Liste des publications, sur iSFdb

## Série«Blade et Baker»
Classement par ordre de parution chronologique.
- Piège dans l'espace (1959)
- Le Secret des Tshengz (1962)
- L'Âge noir de la Terre (1962)
- Les Destructeurs (1963)
- Les Forbans de l'espace (1963)
- Joklun-N'Ghar la maudite (1968)
- Traquenard sur Kendor (1969)
- Les Orgues de Satan (1971)
- Les Maîtres de la galaxie (1972)
- L'Exilé de Xantar (1974)
- Les Pièges de Koondra (1975)
- Les Fugitifs de Zwolna (1975)
- Le Bouclier de Boongoha (1976)
- La Colonie perdue (1976)
- Les Légions de Bartzouk (1977)

## Série«Jerry Barclay»
Classement par ordre de parution chronologique.

### Au-delà de l'infini
- Parution(s) : 1952, édition Fleuve Noir  (ISBN 225900511X),  (ISSN 0242-3715) ; éd. Plon, 1979.
- Résumé :
- Liens externes : 
  - sur Noosfère
  - sur iSFdb

### L'Invasion de la Terre
- Parution(s) : 1952, édition Fleuve Noir  (ISBN 2259005322) ; éd. Plon, 1979.
- Résumé :
- Liens externes : 
  - sur Noosfère
  - sur iSFdb

### Hantise sur le monde
- Parution(s) : 1953, édition Fleuve Noir  (ISBN 2259005667) ; éd. Plon, 1980.
- Résumé :
- Liens externes : 
  - sur Noosfère
  - sur iSFdb

### L'Univers vivant
- Parution(s) : 1953, édition Fleuve Noir  (ISBN 2259006035) ; éd. Plon, 1980.
- Résumé :
- Liens externes : 
  - sur Noosfère
  - sur iSFdb

## Série«Gilles Novak»
Classement par ordre de parution chronologique.

### Le Retour des Dieux
- Parution(s) : 1967
- Résumé :
- Liens externes : 
  - sur Noosfère
  - sur iSFdb

### Les Sept Sceaux du cosmos
- Parution(s) : 1968
- Résumé :
- Liens externes : 
  - sur Noosfère
  - sur iSFdb

### La Terreur invisible
- Parution(s) : 1968
- Résumé :
- Liens externes : 
  - sur Noosfère
  - sur iSFdb

### Le Triangle de la mort
- Parution(s) : 1970
- Résumé :
- Liens externes : 
  - sur Noosfère
  - sur iSFdb

### Plan catapulte
- Parution(s) : 1970
- Résumé :
- Liens externes : 
  - sur Noosfère
  - sur iSFdb

### La Charnière du temps
- Parution(s) : 1971
- Résumé :
- Liens externes : 
  - sur Noosfère
  - sur iSFdb

### La Voix qui venait d'ailleurs
- Parution(s) : 1971
- Résumé :
- Liens externes : 
  - sur Noosfère
  - sur iSFdb

### Enjeu cosmique
- Parution(s) : 1972
- Résumé :
- Liens externes : 
  - sur Noosfère
  - sur iSFdb

### La Mission effacée
- Parution(s) : 1973
- Résumé :
- Liens externes : 
  - sur Noosfère
  - sur iSFdb

### Les Germes du Chaos
- Parution(s) : 1973
- Résumé :
- Liens externes : 
  - sur Noosfère
  - sur iSFdb

### Opération Neptune
- Parution(s) : 1973
- Résumé :
- Liens externes : 
  - sur Noosfère
  - sur iSFdb

### Le Maître du temps
- Parution(s) : 1974
- Résumé :
- Liens externes : 
  - sur Noosfère
  - sur iSFdb

### Les Veilleurs de Poséïdon
- Parution(s) : 1974
- Résumé :
- Liens externes : 
  - sur Noosfère
  - sur iSFdb

### Manipulations psi
- Parution(s) : 1974
- Résumé :
- Liens externes : 
  - sur Noosfère
  - sur iSFdb

### Les Krolls de Vorlna
- Parution(s) : 1975
- Résumé :
- Liens externes : 
  - sur Noosfère
  - sur iSFdb

### La Stase achronique
- Parution(s) : 1975 ; nouvelle publication en 1989.
- Résumé :
- Liens externes : 
  - sur Noosfère
  - sur iSFdb

### La Lumière de Thot
- Parution(s) : 1977
- Résumé :
- Liens externes : 
  - sur Noosfère
  - sur iSFdb

### Les Yeux de l'épouvante
- Parution(s) : 1978
- Résumé :
- Liens externes : 
  - sur Noosfère
  - sur iSFdb

### Hiéroush, la planète promise
- Parution(s) : 1979
- Résumé :
- Liens externes : 
  - sur Noosfère
  - sur iSFdb

### Les Fils du serpent
- Parution(s) : 1984
- Résumé :
- Liens externes : 
  - sur Noosfère
  - sur iSFdb

### L'Héritage de Noé
- Parution(s) : 1988, réédition en 1996.
- Résumé :
- Liens externes : 
  - sur Noosfère
  - sur iSFdb

### Magie rouge
- Remarque : adaptation d'un projet de scénario écrit en 1969.
- Parution(s) : 1992
- Résumé :
- Liens externes : 
  - sur Noosfère
  - sur iSFdb

### Novak contre Novak
- Remarque : en coll. avec Arnaud Dalrune.
- Parution(s) : 2001
- Résumé :
- Liens externes : 
  - sur Noosfère
  - sur iSFdb

### Les Crânes de l'apocalypse
- Remarque : en coll. avec Serge Parmentier.
- Parution(s) : 2011
- Résumé :
- Liens externes : 
  - sur Noosfère
  - sur iSFdb

### La Force noire
- Parution(s) : 1987, en coll. avec Richard Wolfram.
- Série Les Chevaliers de Lumière (tome 1)
- Résumé :
- Liens externes : 
  - sur Noosfère
  - sur iSFdb

### Le Pacte de Kannlor
- Parution(s) : 1987
- Série Les Chevaliers de Lumière (tome 2)
- Résumé :
- Liens externes : 
  - sur Noosfère
  - sur iSFdb

### La Terreur venue du néant
- Parution(s) : 1987
- Série Les Chevaliers de Lumière (tome 3)
- Résumé :
- Liens externes : 
  - sur Noosfère
  - sur iSFdb

### Narkoum: Finances rouges
- Parution(s) : 1987
- Série Les Chevaliers de Lumière (tome 4)
- Résumé :
- Liens externes : 
  - sur Noosfère
  - sur iSFdb

### Plan d'extermination
- Parution(s) : 1988
- Série Les Chevaliers de Lumière (tome 5)
- Résumé :
- Liens externes : 
  - sur Noosfère
  - sur iSFdb

### Réseau Alpha
- Parution(s) : 1988
- Série Les Chevaliers de Lumière (tome 6)
- Résumé :
- Liens externes : 
  - sur Noosfère
  - sur iSFdb

### L'Héritage de Noé
- Parution(s) : 1988
- Série Les Chevaliers de Lumière (tome 7)
- Résumé :
- Liens externes : 
  - sur Noosfère
  - sur iSFdb

### Les Sentiers invisibles
- Parution(s) : 1989
- Série Les Chevaliers de Lumière (tome 8)
- Résumé :
- Liens externes : 
  - sur Noosfère
  - sur iSFdb

### L'Empire des ténèbres
- Parution(s) : 1989
- Série Les Chevaliers de Lumière (tome 9)
- Résumé :
- Liens externes : 
  - sur Noosfère
  - sur iSFdb

### Le Piège du Val Maudit
- Parution(s) : 1991
- Série Les Chevaliers de Lumière (tome 10)
- Résumé :
- Liens externes : 
  - sur Noosfère
  - sur iSFdb

## Autres romans
- Jimmy Guieu, Les Monstres du néant, Paris, Plon, 1979 (1re éd. Édition Fleuve Noir 1956), 214 p. (ISBN 2-259-00513-6, ISSN 0242-3715)
- Les Êtres de feu (1956)
- Black-out sur les soucoupes volantes (1956)
- La Mort de la vie (1957)
- Le Règne des mutants (1957)
- Créatures des neiges (1957)
- Cité Noé 2 (1957)
- Le Rayon du cube (1958)
- Convulsions solaires (1958)
- Réseau dinosaure (1958)
- La Force sans visage (1958)
- Expédition cosmique (1959)
- Les Cristaux de Capella (1959)
- Piège dans l'espace (1959)
- Chasseurs d'hommes (1960)
- Les Sphères de Rapa-Nui (1960)
- L'Ère des biocybs (1960)
- Expérimental X-35 (1960)
- Spoutnik VII a disparu (1960)
- Planète en péril (1961)
- La Caverne du futur (1961)
- La Grande Épouvante (1961)
- L'Invisible Alliance (1961)
- Trafic interstellaire (1961)
- Le Secret des Tshengz (1962)
- Opération Ozma (1962)
- L'Âge noir de la Terre (1962)
- Oniria (1962)
- Échec aux Végans (1962)
- Mission "T" (1963)
- Les Forbans de l'espace (1963)
- Projet King (1963)
- Les Destructeurs (1963)
- Les Portes de Thulé (1964)
- Joklun-n'ghar la maudite (1968)
- La Terreur invisible (1968)
- Refuge cosmique (1968)
- L'Ordre vert (1969)
- Traquenard sur Kenndor (1969)
- Demain l'apocalypse (1969)
- L'Arche du temps (1970)
- Les Orgues de Satan (1971)
- Le Grand Mythe (1971)
- Les Maîtres de la galaxie (1972)
- Les Rescapés du néant (1972)
- L'Exilé de Xantar (1974)
- Les Pièges de Koondra (1975)
- Les Fugitifs de Zwolna (1975)
- Le Bouclier de Boongoha (1976)
- La Colonie perdue (1976)
- Les Légions de Bartzouk (1977)
- La Clé du mandala (1980)
- E.B.E. 1 - Alerte rouge (1990)
- E.B.E. 2 - L'Entité noire d'Andamooka (1991)
- Psiboy, l'enfant du cosmos (1996)
- Un terrestre extra (1997)

## Romans inédits ou en collaboration
Dans le courant des années 1990 et 2000 ont été publiés quelques manuscrits de romans encore inédits ou écrits en collaboration avec d'autres auteurs : 
- Les Albinos de Sulifüss, en coll. avec Richard Wolfram (1993)
- Les Voleurs de dieux, en coll. avec Chris Maya (1995)
- Au cœur de Kenndor, en coll. avec Richard Wolfram (1995)
- Les Brumes de Joklun-N'Ghar, en coll. avec Richard Wolfram (1995)
- Les Brumes de l'effroi, en coll. avec Arnaud Dalrune (1998)
- Les Banquets de Gh'urrmandhia, en coll. avec Frank Walhart (2001)
- L'Alliance des invincibles, en coll. avec Richard Wolfram (1997)
- Ankou : la vengeance d'Ys, en coll. avec Arnaud Dalrune (1998)
- Les Zhelfes de Thanos, en coll. avec Frank Walhart (2001)
- L'Athanor Général de Zodiann, en coll. avec Frank Essem et Frank Walhart (2003)
- Voyage au bout de l'enfer (2004)
- La Chasse à l'antigravitation (2008)
- Les Dossiers du glaive (2008)
- Psycho-évolution Rh (2010)

## Préface
- Préface de Jimmy Guieu du livre de David M. Jacobs, Les kidnappeurs d'un autre monde, 1995[1].